# Кео Пут Расмей
Кео Пут Расмей (кхмер. កែវ ពុទ្ធរស្មី; род. 1 октября 1952, Кампонгтям) — камбоджийский политик и дипломат, сподвижник короля Нородома Сианука, принца Нородома Ранарита и генерала Нхек Бун Чхая. Посол Камбоджи в ряде государств. В 2006—2011 годах — председатель монархической партии ФУНСИНПЕК. С 2014 года — советник короля Нородома Сиамони.

## Учёба и эмиграция
Родился в семье китайского происхождения. Учился в Сорбонне, получил степень магистра экономики и финансов. Преподавал бухгалтерский учёт в Монреале.
Периоды полпотовского геноцида и кампучийского конфликта Кео Пут Расмей провёл в эмиграции. Являлся активным монархистом, сторонником Нородома Сианука.

## Деятель ФУНСИНПЕК
С 1981 года Кео Пут Расмей вступил в сианукистскую организацию ФУНСИНПЕК. В 1985—1991 годах возглавлял политико-административную и дипломатическую службу принца Нородома Ранарита. Представлял в странах Азии Нородома Сианука как главу Коалиционного правительства Демократической Кампучии. Активно участвовал в Парижской конференции и выработке мирных соглашений 1991 года.
После восстановления Королевства Камбоджа Кео Пут Расмей продолжал дипломатическую службу. Был послом Камбоджи в Малайзии, Германии, Словении, на Мальте и на Кипре.
В 2006 году Нородом Ранарит был отстранён с поста председателя ФУНСИНПЕК. Его преемником стал Кео Пут Расмей. На этом посту он выступал проводником политической линии Нхек Бун Чхая, бывшего полевого командира Национальной армии сианукистов. В качестве председателя ФУНСИНПЕК посещал Китай, вёл переговоры с Чжоу Юнканом.
В 2011 году Нхек Бун Чхай сменил Кео Пут Расмея на руководстве ФУНСИНПЕК.
После возвращения принца Ранарита на председательский пост в начале 2015 года Кео Пут Расмей стал вице-председателем партии. В декабре 2014 года король Камбоджи Нородом Сиамони назначил Кео Пут Расмея своим старшим советником.
Политический курс Кео Пут Расмея основан на монархической традиции при одновременной лояльности правительству Хун Сена.

## Семья
В 1991 году Кео Пут Расмей женился в Пекине на младшей дочери Нородома Сианука. В браке имеет сына и дочь. Нородом Арун Расмей, жена Кео Пут Расмея — видный дипломат и политик ФУНСИНПЕК.